# Pedro Galindo (futbolista)
Pedro Domingo Galindo Suheiro (Santa Cruz de la Sierra, 13 de abril de 1995) es un futbolista boliviano. Juega como guardameta en Nacional Potosí de la Primera División de Bolivia.

## Clubes
| Club              | País    | Año           |
| ----------------- | ------- | ------------- |
| Calleja           | Bolivia | 2011 - 2012   |
| Guabirá           | Bolivia | 2013 - 2014   |
| Ciclón            | Bolivia | 2015 - 2016   |
| Oriente Petrolero | Bolivia | 2016 - 2017   |
| Always Ready      | Bolivia | 2018          |
| The Strongest     | Bolivia | 2019          |
| Always Ready      | Bolivia | 2021          |
| Real Tomayapo     | Bolivia | 2022-presente |

## Selección nacional
Galindo fue miembro de la selección de fútbol sub-15 de Bolivia que ganó la medalla de oro en el torneo de fútbol masculino de los Juegos Olímpicos de la Juventud de Singapur 2010. Sin embargo resultó denunciado por el presidente de la Asociación de Entrenadores de Santa Cruz por una presunta adulteración de su edad para competir en categorías menores a las que le correspondía. De todos modos ni él ni su equipo recibieron sanciones, ya que la FIFA decidió no investigar el caso por ser la denuncia extemporánea. 
Posteriormente Galindo representó a su país en el Sudamericano Sub-17 de 2011 en Ecuador y en el Sudamericano Sub-20 de 2015 en Uruguay.
| Torneo                                  | Sede     | Resultado    |
| --------------------------------------- | -------- | ------------ |
| Juegos Olímpicos de la Juventud de 2010 | Singapur | Campeón      |
| Sudamericano Sub-17 de 2011             | Ecuador  | Primera fase |
| Sudamericano Sub-20 de 2015             | Uruguay  | Primera fase |

## Palmarés

### Títulos nacionales
| Título             | Club         | Año           |
| ------------------ | ------------ | ------------- |
| Copa Simón Bolívar | Always Ready | 2018          |
| Primera División   | Always Ready | Apertura 2020 |

## Vida personal
Es hermano menor del jugador Samuel Galindo.